# Ambassade d'Israël au Canada
 (octobre 2023).
L' ambassade d'Israël à Ottawa est l'ambassade d' Israël au Canada. Elle est située au 50, rue O'Connor, suite 1005, à Ottawa, la capitale canadienne. Israël exploite également des consulats régionaux canadiens situé à Montréal et à Toronto. L'actuel ambassadeur est Ronen Hoffman.

## Liste des ambassadeurs
- Michael Comay (1954 - 1957)
- Arthur Lourie (1957 - 1959)
- Yaacov Herzog (1960 - 1963)
- Mesholam Veron (1963)
- Avner Gershon (1963 - 1967)
- Arie Eshel (1967 - 1968)
- Rome Sinai (1968 - 1969)
- Ephraim Evron (1969 - 1971)
- Mordechai Shalev (1975 - 1979)
- Yeshayahu Anug (1979 - 1984)
- Eliashiv Ben-Horin (1984 - 1987)
- Israel Gur Arie (1987 - 1990)
- Itzhak Selef (1990 - 1995)
- David Sultan (1996 - 2000)
- Haim Divon (2000 - 2004)
- Alan Baker (2004 - 2008)
- Miriam Ziv (2008 - 2013)
- Rafael Barak (2013 - 2016)
- Nimrod Barkan (2016 - 2021)
- Ronen Hoffman (2021 - aujourd'hui)